# Tomophyllum lividum
Tomophyllum lividum är en stensöteväxtart som först beskrevs av Georg Heinrich Mettenius, och fick sitt nu gällande namn av Barbara S. Parris. Tomophyllum lividum ingår i släktet Tomophyllum och familjen Polypodiaceae. Inga underarter finns listade.